# Audax Renovables
Audax Renovables  es una compañía independiente dedicada al desarrollo de las energías limpias que tiene su sede en Badalona (Barcelona). Su actividad principal es la generación de energía eléctrica empleando fuentes únicamente renovables. También comercializa electricidad, eficiencia y gas, principalmente a empresas. 
En el año 2003 Audax Renovables empieza a cotizar en el mercado secundario de la Bolsa de Barcelona y en el año 2007 se incluye su cotización en el SIBE de la bolsa de Madrid. Actualmente, cotiza en el Mercado Continuo español bajo la denominación ticker ADX MC, habiéndose incorporado al índice IBEX Small Cap el 23 de marzo de 2020.
Ha desarrollado parques eólicos y plantas fotovoltaicas en España, India y en diversos países. Actualmente (2024) posee parques eólicos en España, Panamá, Polonia y Francia; y plantas fotovoltaicas en España, Portugal e Italia. Como comercializadora, aparte de su mercado original en España, se ha extendido a Alemania, Hungría, Italia, Países Bajos, Polonia y Portugal.

## Historia
Originalmente denominada Fersa, se constituye en el año 2000 con un capital inicial de 1.8 millones de euros. Comienza operando diversos parques eólicos y creciendo de manera continua bajo la dirección de su fundador José María Roger.
En el año 2007 recibe una ampliación de capital de 151 millones de euros y comienza a cotizar en el mercado continuo. Se convierte así en la primera empresa energética cotizada que emplea únicamente fuentes renovables. Poco después recibe otra ampliación de capital no dineraria donde suma parques productores de 562.7MW por valor de 275 millones de euros.
A raíz de la crisis financiera de 2008 pasó por momentos difíciles, principalmente por la costosa financiación de su deuda. Su cotización cayó hasta mínimos. Sin embargo, la mayoría de los accionistas rechazaron en 2012 la OPA de Greentech Energy Systems a un precio de 0.40€ por acción. Cuatro años después, la pequeña empresa Audax Energía lanza un OPA a un precio de 0.50€ apoyada por varias entidades financieras. Esta segunda OPA tiene éxito al ser aceptada por un 70 % de los accionistas (siendo el objetivo alcanzar el 50 %) y el proceso termina formalmente con el cambio de su nombre a Audax Renovables en 2017 y la absorción de Audax Energía por parte de Audax Renovables (Fersa) en 2018.

## Estrategia
Originalmente estaba centrada sólo en la producción de electricidad con energías renovables. Llegó a tener una capacidad de producción de 1203MW tras la ampliación de 2008. A partir de la fusión Fersa-Audax la estrategia es conseguir la integración vertical, desde la producción hasta el consumidor. Ha sido una de las empresas pioneras en la utilización de contratos PPA para asegurar los precios. El 1 de febrero de 2023, Audax Renovables firmó un acuerdo estratégico con Shell Energy Europe Limited para la compra de energía en España. Convirtiéndose la multinacional británica en el proveedor exclusivo de gas y electricidad del Grupo Audax en España, que se beneficiará de un suministro energético a precios competitivos tras la firma de un acuerdo de Acceso al Mercado.

## Controversias
En octubre del 2022 la Comisión Nacional de los Mercados CNMC multó al Grupo Audax con 9,2 millones de € por utilizar prácticas fraudulentas. Si bien esta sentencia ha sido suspendida cautelarmente en febrero del 2024 por la Audiencia Nacional de España.

## Plantas de producción de electricidad en operación
- Francia, parque eólico (12MW)
- España, varios parques eólicos (45MW) y varias plantas fotovoltaicas (89MW)
- Panamá, parque eólico (66MW)
- Polonia, parque eólico (34MW)